# Tommy (obchodní řetězec)
Tommy je chorvatská maloobchodní společnost se sídlem ve Splitu. Specializuje se na prodej smíšeného zboží, převážně pak potravin a nápojů. Stoprocentním vlastníkem společnosti je Ante Josić.
Podle údajů Croatian Competition Agency je lídrem maloobchodního trhu, devatenáctou největší společností z hlediska celkových příjmů v Chorvatsku. Je mnohonásobným držitelem ceny Zlatá kuna, držitelem mezinárodního certifikátu Customers' Friend - Top Excellence a vítězem ceny Best Buy v kategorii rybího trhu pro rok 2020/2021. Prostřednictvím přidružených značek Tommy investuje do výroby svých vlastních potravin. Společnost provozuje v celé zemi 227 prodejen.
Prodejny Tommy jsou rozděleny na maximarkety, hypermarkety, supermarkety a markety, celková užitná obchodní plocha je větší než 125 000 m².

## Historie
- 1992 – Založena obchodní společnost Tommy d.o.o. ve Splitu.
- 2006 – Prodejní síť se rozšiřuje mimo regionální rámec otevřením supermarketu v Novi Vinodolski.
- 2021 – 3 miliardy chorvatských kun a 599 milionů tržeb dosažené s konstantním růstem ve srovnání s předchozími roky.